# Autoriteit voor Financiële Diensten en Markten
De Autoriteit voor Financiële Diensten en Markten (Financial Services and Markets Authority, verkort FSMA) is een instelling die naast de Nationale Bank van België sinds 1 april 2011 toezicht houdt op de Belgische financiële sector. Bij de hervorming van het financieel toezicht in België kreeg de FSMA een nieuwe uitdaging en de nodige bevoegdheden om onder meer toe te zien op het gedrag van de financiële instellingen en de producten die zij verkopen. De instelling werd opgericht in de nasleep van de kredietcrisis van 2007-2011.

## Beschrijving
De FSMA is sinds 1 april 2011 de opvolger van de Commissie voor het Bank-, Financie- en Assurantiewezen (CBFA). Voluit is haar officiële benaming in het Nederlands Autoriteit voor Financiële Diensten en Markten (Financial Services and Markets Authority of FSMA).
De FSMA heeft het statuut van autonome openbare instelling. Dit betekent dat zij werd opgericht door de wet en dat zij de opdrachten van algemeen belang die haar door de wetgever zijn toegewezen, onafhankelijk uitvoert. De leden van de organen van de FSMA worden bij koninklijk besluit benoemd voor een periode van zes jaar. De medewerkers van de FSMA hebben een bediendenstatuut.
Voorzitter van de FSMA is Jean-Paul Servais.

## Taken
De FSMA houdt, naast de Nationale Bank van België (NBB), toezicht op de Belgische financiële sector. Volgens het nieuwe toezichtsmodel dat in 2011 in werking is getreden, bestrijken de bevoegdheden van de FSMA de volgende zes domeinen: toezicht op de financiële markten en genoteerde vennootschappen, gedragstoezicht, producttoezicht, toezicht op financiële dienstverleners en tussenpersonen, toezicht op de aanvullende pensioenen en bijdragen tot een betere financiële vorming.
Als toezichtsautoriteit streeft de FSMA naar een eerlijke en correcte behandeling van de financiële consument. Zo wil de FSMA verzekeren dat het financiële systeem het vertrouwen van zijn gebruikers waard is.

### Toezicht op de financiële markten en genoteerde vennootschappen
De FSMA is verantwoordelijk voor het toezicht op de financiële markten en genoteerde vennootschappen. Dat houdt onder meer in dat ze waakt over de informatieverstrekking door beursgenoteerde vennootschappen. De FSMA ziet erop toe dat de informatie van die vennootschappen volledig is, een getrouw beeld geeft en tijdig ter beschikking wordt gesteld. Daarnaast ziet de FSMA toe op de gelijke behandeling van alle houders van effecten van een genoteerde vennootschap. Voorts houdt zij toezicht op de werking van de financiële markten zelf door controle uit te oefenen op de marktinfrastructuren, zoals Euronext Brussels.
Concreet:
- Bij een overnamebod ziet de FSMA erop toe dat de regels gerespecteerd worden.
- De FSMA waakt erover dat financiële informatie over beursgenoteerde ondernemingen voor iedereen op hetzelfde ogenblik beschikbaar is.
- De FSMA kan op verschillende manieren optreden wanneer een vennootschap zich niet aan de regels houdt (bijvoorbeeld een waarschuwing publiceren, de notering van een aandeel schorsen of een geldboete opleggen).
- De FSMA kan mogelijke gevallen van handel met voorkennis of koersmanipulatie onderzoeken en bestraffen.

### Producttoezicht
Het toezicht op de financiële producten moet ervoor zorgen dat de producten die aangeboden worden aan de consumenten begrijpelijk en nuttig zijn. De FSMA neemt initiatieven om financiële producten te vereenvoudigen en begrijpelijker te maken. Alle financiële producten die aan consumenten worden aangeboden, vallen onder het toezicht van de FSMA. Het producttoezicht gebeurt op twee manieren: via het toezicht op de kwaliteit van de informatie en de reclame over de aangeboden financiële producten; en via het toezicht op de naleving van de reglementering over de producten zelf.
Concreet:
- Bij de openbare uitgifte van effecten in België moet de FSMA vooraf het prospectus goedkeuren of nagaan of het prospectus in het buitenland werd goedgekeurd.
- De FSMA controleert de werking en de organisatie van de Instellingen voor collectieve belegging (beleggingsfondsen of beveks).
- De FSMA ziet toe op de precontractuele informatieverstrekking en de contractvoorwaarden van verzekeringsproducten en hypotheekleningen.
- De FSMA kan de mogelijkheid krijgen om reclame voor onder meer spaarrekeningen goed te keuren.
- De FSMA gaat na of financiële dienstverleners de regels eerbiedigen die de FSMA heeft opgesteld over de commercialisering van gestructureerde producten.

### Gedragsregels
De FSMA ziet erop toe dat de financiële instellingen de gedragsregels toepassen. Die regels moeten ervoor zorgen dat deze instellingen hun cliënten loyaal, billijk en professioneel behandelen. De regels gelden voor alle financiële instellingen die in België producten aanbieden, dus ook voor banken, verzekeringsondernemingen en beursvennootschappen die onder de vergunningsplicht van de Nationale Bank van België vallen. Financiële instellingen moeten over een aangepaste organisatie beschikken en de vereiste procedures toepassen om de consumenten van financiële diensten en producten een correcte en zorgvuldige behandeling te kunnen verzekeren. Dat betekent onder meer een correcte informatieverstrekking, een aangepast beheer van mogelijke belangenconflicten en een optimale uitvoering van de instructies van de cliënten. Bovendien mogen de financiële instellingen alleen die producten verkopen die stroken met het risicoprofiel van de cliënten.
Concreet:
- De gedragsregels moeten bijvoorbeeld voorkomen dat cliënten het slachtoffer worden van de praktijk waarbij een financiële instelling hun een product verkoopt dat niet past bij hun risicoprofiel of beleggingsdoelstellingen.
- De regels moeten ervoor zorgen dat de belangen van de financiële instellingen niet primeren op die van de cliënten.

### Financiële dienstverleners en tussenpersonen
De FSMA houdt toezicht op een hele reeks actoren die financiële diensten verlenen en in rechtstreeks contact staan met de cliënt:
- de tussenpersonen in bank- en beleggingsdiensten en de verzekeringstussenpersonen (agenten en makelaars);
- de beheersvennootschappen van instellingen voor collectieve belegging;
- de vennootschappen voor vermogensbeheer en beleggingsadvies;
- de wisselkantoren;
- de hypotheekondernemingen.

Op termijn wordt de FSMA ook bevoegd voor het toezicht op de financiële planners (financial planners) en op de tussenpersonen die consumentenkredieten en hypotheekleningen aanbieden.
Concreet:
- Alle makelaars en agenten moeten als financieel tussenpersoon ingeschreven zijn bij de FSMA.
- Wanneer iemand agent of makelaar wil worden om bancaire of verzekeringsproducten te verkopen, controleert de FSMA of die persoon daarvoor voldoende opgeleid en betrouwbaar is.
- Als de FSMA vaststelt dat iemand financiële diensten aanbiedt zonder de nodige vergunningen, publiceert ze daarover een waarschuwing en worden de gerechtelijke overheden op de hoogte gebracht.

### Financiële vorming
De FSMA heeft de opdracht bij te dragen tot een betere financiële vorming van de spaarders en de beleggers en heeft daar bij de hervorming van het financieel toezicht een ruimere bevoegdheid voor gekregen. Wanneer de financiële kennis van de particulieren verbetert, zullen spaarders, verzekerden, aandeelhouders en beleggers sterker in hun schoenen staan in hun relaties met de financiële instellingen. Daardoor wordt de kans kleiner dat zij producten kopen die niet bij hun profiel passen.
Concreet:
- De FSMA volgt een actieplan om de financiële kennis van de Belgen te verbeteren. Hier is een belangrijke rol weggelegd voor het programma Wikifin dat aan de hand van een portaalsite met laagdrempelige financiële informatie en via het onderwijs de financiële geletterdheid wil verbeteren.

### Pensioenen
De FSMA is bevoegd voor het toezicht op de aanvullende pensioenen die werknemers en zelfstandigen opbouwen in het kader van hun beroepsactiviteiten (de zogenaamde tweede pijler). De FSMA houdt toezicht op de naleving van de sociale wetgeving met betrekking tot de tweede pensioenpijler en ziet tevens toe op de financiële gezondheid van de instellingen voor bedrijfspensioenvoorziening, die zorgen voor het beheer van aanvullende pensioenregelingen.
Concreet:
- De FSMA behandelt klachten van aangeslotenen en begunstigden met betrekking tot hun aanvullende pensioenrechten.
- Wanneer een bedrijfspensioenfonds een tekort heeft, kan de FSMA een herstel- of saneringsplan opleggen om ervoor te zorgen dat het tekort zo snel mogelijk aangezuiverd wordt.

## De FSMA in de wereld
De FSMA is lid van de Europese Autoriteit voor Effecten en Markten (ESMA) en van de Europese Autoriteit voor Verzekeringen en Bedrijfspensioenen (EIOPA). De FSMA neemt deel aan de werkzaamheden van het Europees Comité voor Systeemrisico’s (ESRB), voorgezeten door de voorzitter van de Europese Centrale Bank. Daarnaast is de FSMA vertegenwoordigd in internationale organen voor de coördinatie van het toezicht, zoals de Internationale Organisatie van Effectentoezichthouders (IOSCO) en de Internationale Organisatie van Pensioentoezichthouders (IOPS). Ten slotte heeft de FSMA tal van bilaterale en multilaterale samenwerkingsakkoorden gesloten met collega-toezichthouders. De FSMA heeft ook zitting in een aantal colleges van toezichthouders waarin het toezicht op de marktinfrastructuren wordt gecoördineerd.

## Wetten en koninklijke besluiten
- Wet van 2 augustus 2002[2] betreffende het toezicht op de financiële sector en de financiële diensten, zoals laatst gewijzigd door het[3] Koninklijk Besluit van 3 maart 2011, betreffende de evolutie van de toezichtsarchitectuur voor de financiële sector Verslag aan de koning.

## Andere bronnen
- Voorstellingsbrochure FSMA.
- FSMA Jaarverslag 2011.
- Antoine Van Cauwenberghe, De sanctieprocedure van de FSMA na de twin peaks-hervorming van het financieel toezicht, in Financiële regulering in de kering : IFR-dagen 2011, Intersentia, p. 561-606.
- Nationale Bank van België, prudentieel toezicht
- "on-line beschikbaar Nieuw op 1 april: financieel toezicht op banken gewijzigd", De Morgen, 21 maart 2011. Gearchiveerd op 23 mei 2013.

## Voetnoten
1. ↑  Zie: Twin Peaks-model
2. ↑  http://www.fsma.be/~/media/Files/fsmafiles/wetgeving/wet_loi/2002-08-02_Wet-Loi%20(07%202011).ashx. Gearchiveerd op 18 juni 2017.
3. ↑  Koninklijk besluit van 3 maart 2011. Gearchiveerd op 18 juni 2017.